# ФК „Динамо“ (Загреб)
ГНК „Динамо“ (Загреб) (на хърватски: Građanski nogometni klub Dinamo Zagreb, Граджански ногометни клуб Динамо Загреб, в превод Граждански футболен клуб Динамо Загреб) е един от най-популярните хърватски футболни отбори. Основан е през 1945 г. в град Загреб. Отборът е наследник на футболния клуб ХАШК (Hrvatski akademski športski klub).

## История
През 1945 г. след края на Втората световна война Ивица Медарич се занимава с организацията и администрирането на спортните мероприятия в Загреб (тогавашна Югославия). Медарич е бивш футболист на ХАШК и предлага клубът да носи името на „Динамо“ по примера на титулувания съветски отбор Динамо (Москва). Името „Динамо“ загребския отбор започва да носи официално от 9 юни 1945 г. По отношение на футболните си постижения, клуба се нарежда до трите най-успешни отбора в елитното първенство на бившата Югославия – „Партизан“, „Цървена Звезда“ и „Хайдук“ от Сплит. През 1993 г. неочаквано за всички привърженици на отбора, името на клуба отново е променено този път на „Кроация“. Една от най-правдободобно звучащите хипотези за смяната на името се крие в националистическата пропаганда, която усилено се разпространява от тогавашния хърватски държавен глава Франьо Туджман. Предполага се, че той иска да скъса завинаги страницата, която свързва участието на клуба в първенството на бившата СФРЮ. Под името „Кроация“, хърватския клуб записва историческа победа през сезон 1998 – 1999 г. в третия квалификационен кръг на Шампионската лига. Тогава жребият противопоставя един срещу друг „Кроация“ и стария съперник от шампионата на Югославия белгардския „Партизан“. След отлична игра на стадион „Максимир“ в Загреб, хърватските футболисти заслужено се поздравяват с изразителна победа с 5:0, както и с класиране в груповата фаза на турнира за Шампионската лига.
От 2000 отборът отново се казва „Динамо“. Участва в предварителните кръгове на Шампионската лига, но там отпада от „Милан“. След това участва в купата на УЕФА, където достига 2 кръг.
През 21 век „Динамо“ е хегемон в местното първенство. От отборът тръгват големи имена като Ивица Олич, Едуардо да Силва, Нико Кранчар, Ведран Чорлука, Лука Модрич и Марио Манджукич.
Достигат 5 пъти третият кръг на шампионската лига – 2000, 2003, 2006, 2007 и 2008. Също така участват 8 пъти в груповата фаза – 2004 – 05, 2007 – 08, 2008 – 09 и 2011 – 12, 2012 – 13, 2015 – 16, 2016 – 17, 2019 -20. Между 2005 и 2016 „Динамо“ е неизменен шампион на Хърватия.

## Срещи с български отбори
„Динамо“ се е срещал с български отбори в официални и контролни срещи.

### „Ботев“ (Враца)
С „Ботев“ (Враца) се среща в Първи кръг от турнира за Купата на УЕФА през сезон 1971/72. Първият мач се състои на 15 септември 1971 г. в Загреб пред 10 000 зрители на стадион „Максимир“. „Динамо“ печели убедително с 6:1. На реванша на 29 септември на стадион „Христо  Ботев“ във Враца пред 12 000 зрители домакините от „Ботев“ повеждат в резултата, но в крайна сметка мачът отново завършва с успех за „Динамо“ - 2:1 

### „Лудогорец“
С „Лудогорец“ се е срещал четири пъти в официални срещи. Първият мач е от втория предварителен кръг за Шампионската лига и се състои на 18 юли 2012 г. в Разград като срещата завършва 1 – 1 . Вторият мач е реванш от втория предварителен кръг за Шампионската лига и се състои на 25 юли 2012 г. в Загреб като срещата завършва 3 – 2 за „Динамо“ . Третият мач е от груповата фаза на Лига Европа и се състои на 3 октомври 2013 г. в София като срещата завършва 3 – 0 за „Лудогорец“ . Четвъртият мач е от груповата фаза на Лига Европа и се състои на 12 декември 2013 г. в Загреб като срещата завършва 2 – 1 за „Лудогорец“ .

## Фенове
На 17 март 1986 е основана фен-групата на Динамо – Bad Blue Boys. Символът ѝ е булдог, а цветът – тъмносин. Песента на поп рок групата Pips, Chips & Videoclips – "Dinamo ja volim" е официален химн на Bad Blue Boys. От 2006 се издава клубното списание „Динамовски север“. През 2010 групата влиза в явен сблъсък с цялата управа на отбора, породен от скандалното управление на братята Мамич, в частност на Здравко Мамич.

## Актуален състав
Към 6 февруари 2021 г.
| Вратари | Вратари           |
| ------- | ----------------- |
| 1       | Даниел Загорац    |
| 33      | Ренато Йосипович  |
| 40      | Доминик Ливакович |

| Защитници | Защитници                               |
| --------- | --------------------------------------- |
| 2         | Садек Мохарами                          |
| 5         | Размус Лауритсен                        |
| 13        | Стефан Ристовски                        |
| 19        | Мариян Чабрая                           |
| 22        | Марин Леовац                            |
| 28        | Кевин Теофил - Катрин                   |
| 30        | Петар Стоянович                         |
| 32        | Йошко Гвардиол (под наем от РБ Лайпциг) |
| 55        | Дино Перич                              |

| Полузащитници | Полузащитници                              |
| ------------- | ------------------------------------------ |
| 5             | Ариян Адеми                                |
| 10            | Ловро Майер                                |
| 17            | Лука Иванушец                              |
| 24            | Марко Толич                                |
| 26            | Роби Бъртън                                |
| 27            | Йосип Мишич (под наем от Спортинг Лисабон) |
| 38            | Бартол Франич                              |
| 80            | Ияйи Бълийв Атиемвен                       |
| 97            | Кристиян Якич                              |

| Нападатели | Нападатели       |
| ---------- | ---------------- |
| 8          | Изет Хайрович    |
| 11         | Марио Гавранович |
| 20         | Лирим Кастрати   |
| 21         | Бруно Петкович   |
| 25         | Марио Чуже       |
| 99         | Мислав Оршич     |

## Известни играчи
- Бошко Балабан
- Роберт Ковач
- Томислав Шокота
- Игор Бишчан
- Томислав Бутина
- Игор Будан
- Ведран Чорлука
- Лука Модрич
- Марк Видука
- Давор Шукер
- Йенс Новотни
- Дарио Шимич
- Ивица Олич
- Звонимир Бобан
- Едуардо да Силва
- Нико Кранчар
- Златко Кранчар
- Роберт Просинечки
- Марио Манджукич
- Лука Модрич
- Дино Дърпич
- Огнен Вукоевич
- Звонимир Солдо

## Български футболисти
- Калоян Божков: 2025 -

## Успехи
Хърватия
- Шампион:
  -  Шампион (25, рекорд): 1992/93, 1995/96, 1996/97, 1997/98, 1998/99, 1999/00, 2002/03, 2005/06, 2006/07, 2007/08, 2008/09, 2009/10, 2010/11, 2011/12, 2012/13, 2013/14, 2014/15, 2015/16, 2017/18, 2018/19, 2019/20, 2020/21, 2021/22, 2022/23, 2023/24
- Купа на Хърватия:
  -  Носител (17, рекорд): 1993/94, 1995/96, 1996/97, 1997/98, 2000/01, 2001/02, 2003/04, 2006/07, 2007/08, 2008/09, 2010/11, 2011/12, 2014/15, 2015/16, 2017/18, 2020/21, 2023/24
    -  Финалист (5): 1992, 1992/93, 1994/95, 1999/00, 2013/14
- Суперкупата на Хърватия:
  -  Носител (8, рекорд): 2002, 2003, 2006, 2010, 2013, 2019, 2022, 2023

Югославия
- Първа Югославска футболна лига:
  -  Шампион (4): 1947/48, 1953/54, 1957/58, 1981/82
- Купа на Югославия:
  -  Носител (7): 1951, 1960, 1963, 1965, 1969, 1980, 1983
    -  Финалист (8): 1950, 1964, 1966, 1972, 1976, 1982, 1985, 1986

- Купа на Панаирните градове:
  -  Носител (1): 1966 – 67
    -  Финалист (1): 1962/63
- Балканска клубна купа:
  -  Носител (1): 1976